# Аранджеловац
Аранджеловац е град в Шумадийски окръг, Сърбия, административен център на едноименната община Аранджеловац.
Населението на града е 24 797 жители (2011 г.). Намира се на 76 км от Белград на 259 м н.в. в часова зона UTC+1. В града живеят 9 българи или 0,03% от населението през 2002 г. Пощенският му код е 34300, а телефонният код е +381 34.